# جون كامبل (منافس ألعاب قوى)
جون كامبل (بالإنجليزية: John Campbell)‏ هو منافس ألعاب قوى نيوزيلندي، ولد في 6 فبراير 1949 في دنيدن في نيوزيلندا.

## وصلات خارجية
- جون كامبل على موقع أوليمبيديا (الإنجليزية)